# Primorskaja
Primorskaja (ros. Примо́рская) – pierwsza stacja linii Newsko-Wasileostrowskiej, znajdującego się w Petersburgu systemu metra. Jest to najdalej położona na zachód stacja metra na terenie Federacji Rosyjskiej.

## Charakterystyka
Stacja Primorskaja została oddana do użytku 28 września 1979 roku, a skonstruowano ją w typie głębokiej stacji kolumnowej. Autorami projektu architektonicznego obecnej postaci stacji są: W. N. Sokołow (В. Н. Соколов), N. I. Starodubow (Н. И. Стародубов), W. A. Reppo (В. А. Реппо). Położona jest ona przy ulicy Odojewskiego i ulicy Nalicznajej na Wyspie Dekabrystów, w pobliżu Zatoki Fińskiej. To właśnie bliskość morza nadaje nazwę stacji. W pierwszych planach, zgodnie ze swoją lokalizacją na mapie miasta, miała ona nosić miano Ostrow Diekabristow (Остров Декабристов), ostatecznie jednak zdecydowano się ochrzcić ją jako Primorskaja. W budynku wejściowym do stacji ulokowane jest także Muzeum Petersburskiego Metra. Ściany przy torach wyłożone zostały szarym i białym marmurem, a ich ułożenie miało nawiązywać do fal morskich. Sklepienie jest koliste, barwy białej, z wmontowanym w nie oświetleniem. Kolumny wyłożone podobnym marmurem co ściany, na niektórych z nich umieszczone zostały reliefy w formie medalionów, przedstawiające słynne okręty należące zarówno do marynarki wojennej Imperium Rosyjskiego jak i Związku Radzieckiego. Posadzki wyłożone są płytami ciemnego granitu. Przy jednej ze ścian umieszczono rzeźbę składającą się z kotwic, a symbolizującą bliskość Morza Bałtyckiego. Jej autorem jest G. W. Dodonowa (Г. В. Додонова).
Primorskaja znajduje się na głębokości 71 metrów i jest to jednocześnie najdalej na zachód położona stacja metra na terytorium Federacji Rosyjskiej. Jest to też jedyna stacja w Petersburgu o zmieniającym się czasie otwarcia dla w zależności od parzystości lub nieparzystości dni w miesiącu. Ruch pociągów odbywa się tutaj od godziny 5:32 (lub 5:51) do godziny 0:03 i w tym czasie jest ona dostępna dla pasażerów.